# Gare du Haut-Banc
La gare du Haut-Banc est une gare ferroviaire française de la ligne de Boulogne-Ville à Calais-Maritime, située sur le territoire de la commune de Ferques, à proximité de Rety, dans le département du Pas-de-Calais en région Hauts-de-France.
C'est une halte voyageurs de la Société nationale des chemins de fer français (SNCF), desservie par des trains TER Hauts-de-France.

## Situation ferroviaire
Établie à 65 mètres d'altitude, la gare du Haut-Banc est située au point kilométrique (PK) 273,172 de la Ligne de Boulogne-Ville à Calais-Maritime, entre les gares de Marquise - Rinxent et de Caffiers.

## Histoire

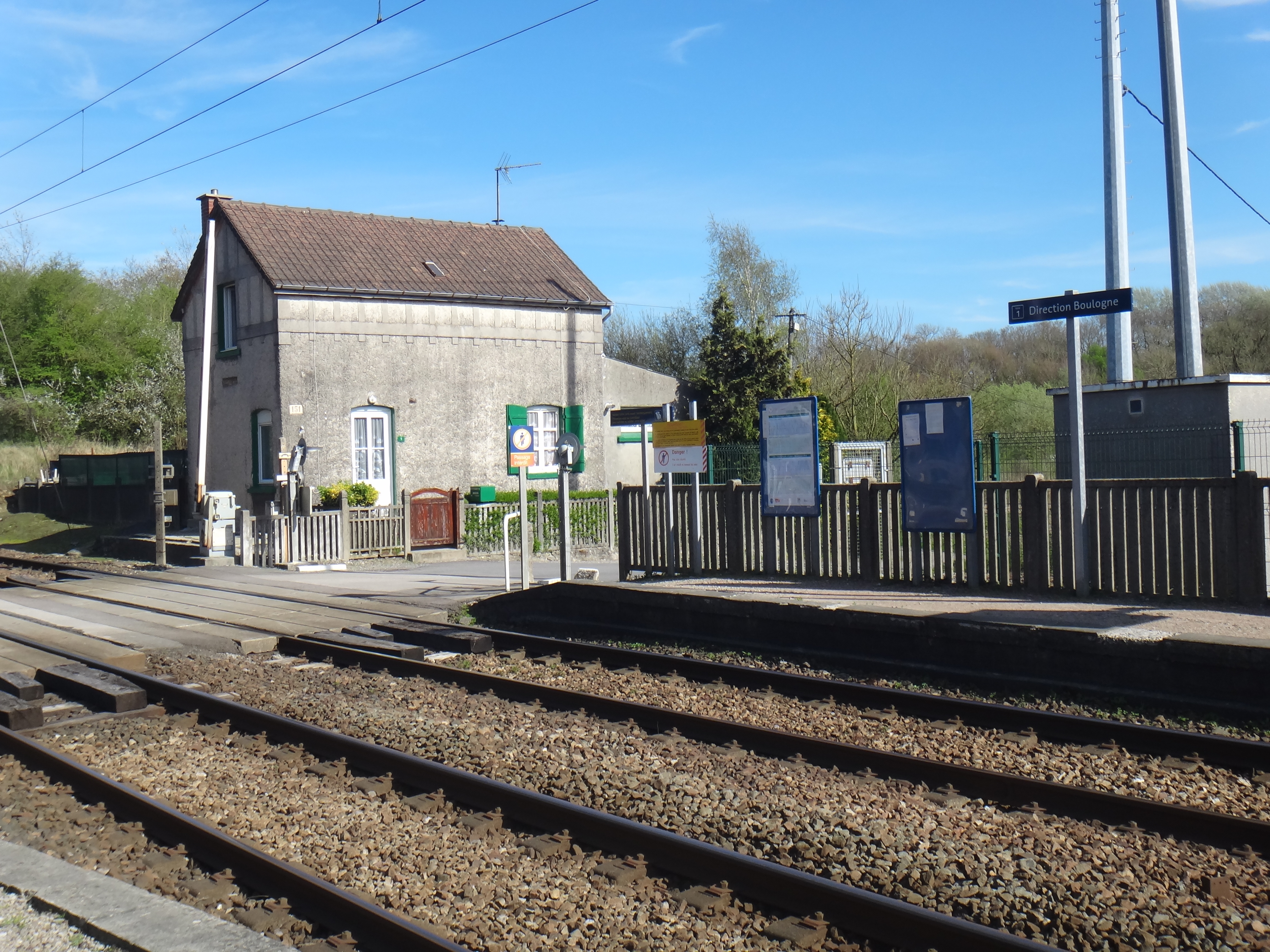
Passage à niveau.

## Service des voyageurs

### Accueil
Halte SNCF, c'est un point d'arrêt non géré (PANG) à accès libre.

### Desserte
Le Haut-Banc est desservie par des trains TER Hauts-de-France qui effectuent des missions entre les gares de Calais-Ville et de Boulogne-Ville, ou d'Étaples - Le Touquet, ou de Rang-du-Fliers - Verton.

### Intermodalité
Le stationnement des véhicules est difficile à proximité.